# Aloïs Michielsen
Aloïs Michielsen (Turnhout, 6 januari 1942) is een Belgisch voormalig bedrijfsleider. Hij was van 1998 tot 2006 CEO en van 2006 tot 2012 voorzitter van de raad van bestuur van chemiemultinational Solvay.

## Levensloop
Aloïs Michielsen studeerde burgerlijk ingenieur scheikunde en toegepaste economische wetenschappen aan de Université catholique de Louvain en doctoreerde aan de Universiteit van Chicago in de Verenigde Staten.
Hij ging in januari 1969 aan de slag bij chemiebedrijf Solvay. In mei 1990 werd hij er lid van het directiecomité, in april 1994 vicevoorzitter van het directiecomité en in juni 1998 CEO in navolging van Daniel Janssen. In mei 2006 werd hij voorzitter van de raad van bestuur van Solvay, andermaal in navolging van Daniel Janssen. Christian Jourquin volgde hem op als CEO van het bedrijf. Michielsen was de eerste niet-familiale voorzitter van Solvay. In mei 2012 bereikte Michielsen de leeftijd van 70 jaar en werd hij als voorzitter van de raad van bestuur door Nicolas Boël opgevolgd.
Hij was tevens bestuurder van de industriële groep Picanol, de bank Fortis en koffiegroep Miko, en lid van de Commissie Corporate Governance.
Michielsen is sinds 1988 ridder in de Leopoldsorde.